# Ceratoscopelus townsendi
Espèce
Statut de conservation UICN

 LC  : Préoccupation mineure
Ceratoscopelus townsendi est une espèce des poissons téléostéens.